# 과꽃
과꽃(영어: Callistephus, China aster)은 국화과에 속하는 한해살이풀이다. 원래 한반도 북부와 만주 동남부 지방에 자생하던 풀이었으나, 18세기 무렵 프랑스로 건너가 프랑스·독일·영국 등지에서 현재의 과꽃으로 개량되었다.

## 생태
꽃은 국화와 비슷한데 꽃빛깔은 백색·빨강·파랑·분홍·자주색 및 홍색 등이 있지만 노란색만은 아직 만들어내지 못하고 있다. 줄기는 가지를 많이 치며, 전체에 흰 털이 많이 나 있다. 높이는 50~100 센티미터이다. 화단용보다는 절화용으로 수요가 많다. 4월 중순쯤 꽃씨를 뿌리고, 개화기는 7~9월이다.
심을 때 화단, 화분 모두 동일하게 약 0.5~1cm 깊이에 심는다.

## 사진

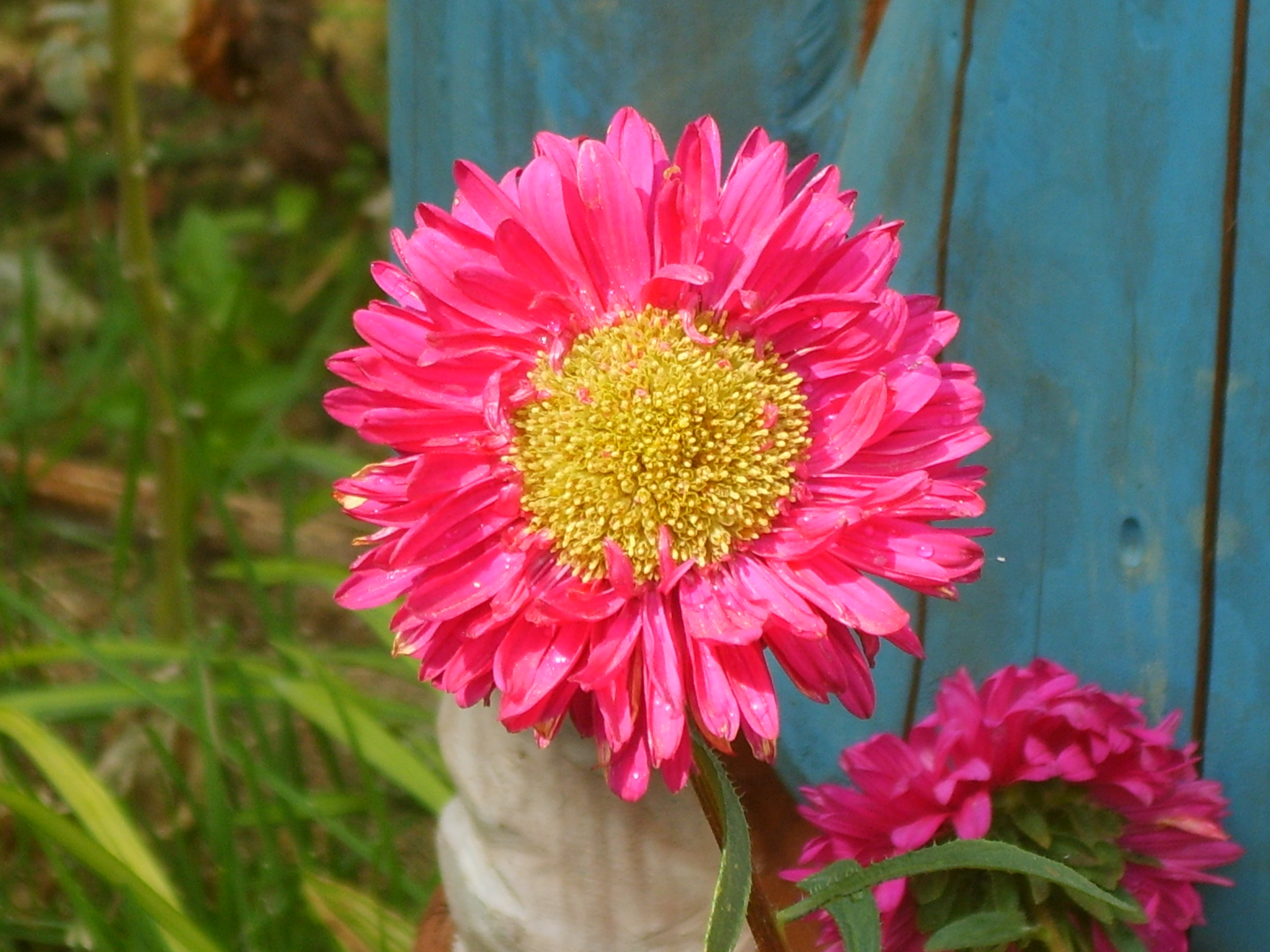
붉은 꽃
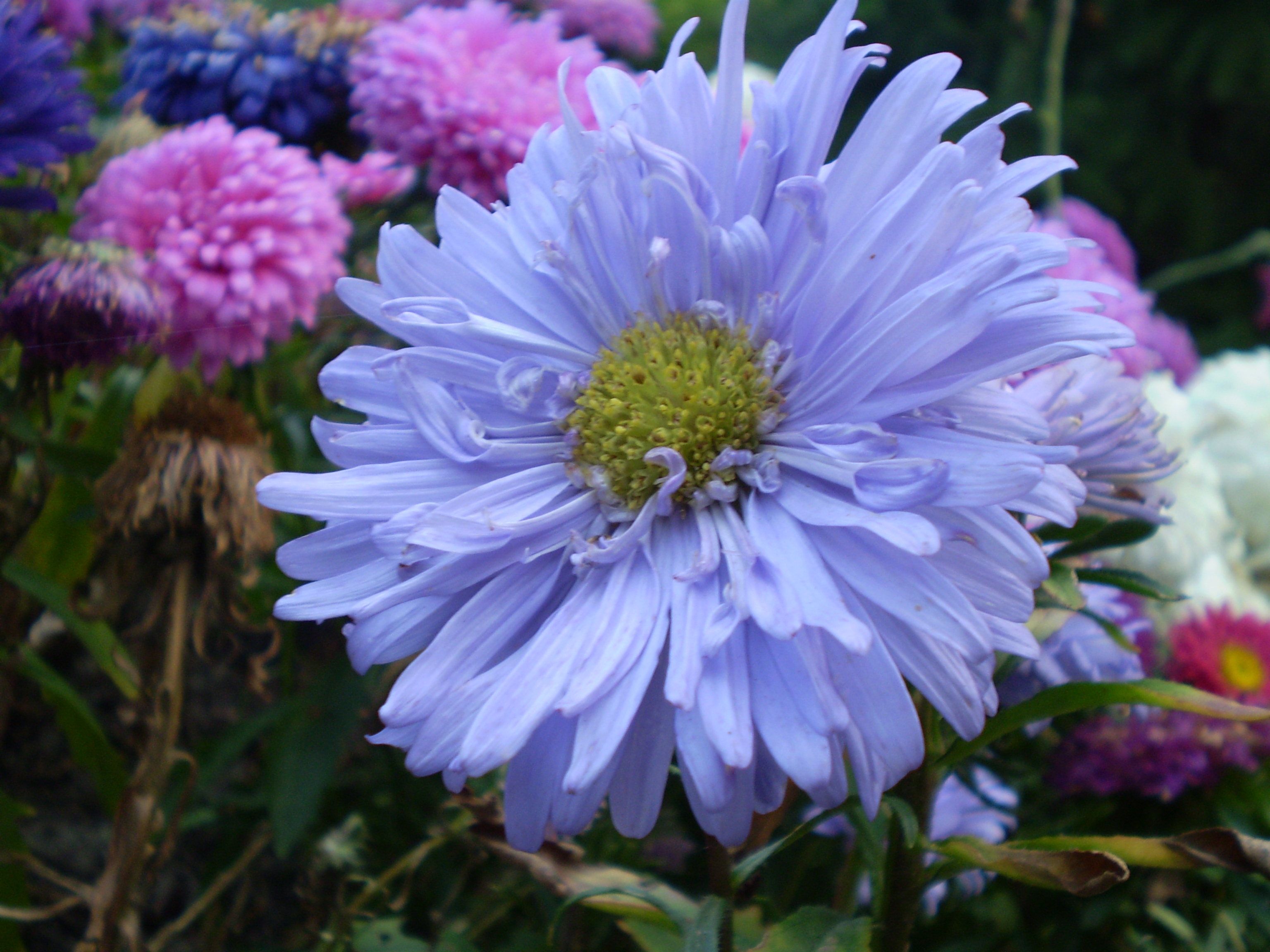
하늘색 꽃
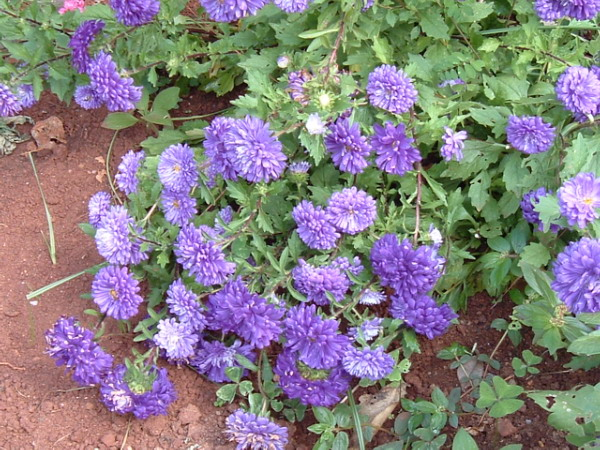

## 참고 문헌
- 이 문서에는 다음커뮤니케이션(현 카카오)에서 GFDL 또는 CC-SA 라이선스로 배포한 글로벌 세계대백과사전의 내용을 기초로 작성된 글이 포함되어 있습니다.